# Huta Stara B
Huta Stara B – wieś w Polsce, położona w województwie śląskim, w powiecie częstochowskim, w gminie Poczesna.

## Integralne części wsi
| SIMC    | Nazwa              | Rodzaj    |
| ------- | ------------------ | --------- |
| 0142556 | Osiedle Robotnicze | część wsi |

## Historia
Historia miejscowości związana jest z pobliską Wrzosową, ponieważ początkowo grunt Huty Starej należały do Wrzosowej. W 1581 roku stanowiła własność dwóch szlacheckich rodów, Błeszyńskich i Otwinowskich. Wieś miała 9,5 łana kmiecego, folwark i hutę szkła, zatrudniającą 3 robotników. W pobliżu tej huty powstała osada, którą nazwano Stara Huta, dla odróżnienia od Wrzosowej. 
W wyniku II rozbioru Polski wieś znalazła się w granicach Prus, w prowincji Prusy Południowe. Leżała w powiecie częstochowskim, w departamencie łęczyckim, następnie piotrkowskim, a od 1798 roku w departamencie kaliskim. W latach 1807–1815 znajdowała się w Księstwie Warszawskim, w powiecie częstochowskim, w departamencie kaliskim. Po Kongresie Wiedeńskim leżała w Królestwie Polskim, w powiecie częstochowskim, w obwodzie wieluńskim, w województwie kaliskim, a od 1837 roku w guberni kaliskiej Imperium Rosyjskiego.
W 1818 roku w Hucie Starej osiedliło się 13 tkaczy z Moraw (koloniści dostali część Huty oznaczoną literą A, natomiast część B pozostała w rękach Grzegorza Błeszyńskiego i jego spadkobierców). 
Od 1867 roku miejscowość wchodziła w skład gminy Huta Stara w powiecie częstochowskim w guberni piotrkowskiej.
Po odzyskaniu niepodległości przez Polskę wieś leżała w gminie Huta Stara, od 1931 w gminie Wrzosowa w powiecie częstochowskim w województwie kieleckim. W 1932 roku dziedzic August Kotliński wybudował na swoich dobrach dwór.
Po wybuchu II wojny światowej wieś została włączona do III Rzeszy. Znajdowała się w powiecie Blachownia w rejencji opolskiej w prowincji Śląsk (od stycznia 1941 roku w nowej prowincji Górny Śląsk).
Po wojnie wieś należała do gminy Wrzosowa w powiecie częstochowskim w województwie kieleckim (od 1950 w katowickim). W latach 1975–1998 miejscowość administracyjnie należała do województwa częstochowskiego.

### Kopalnie rud żelaza
Historia miejscowości i osiedla związana jest z górnictwem rud żelaza. Nieopodal znajdowały się zlikwidowane w latach 70 XX w. kopalnie (ich ślad stanowią hałdy górnicze położone w pobliżu miejscowości). 

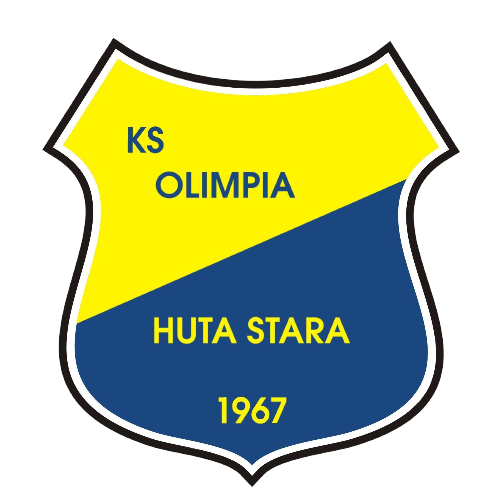
Herb KS Olimpia Huta Stara

## Opis
Na miejscowym stadionie, należącym do Gminnego Ośrodka Kultury, Sportu i Rekreacji, mecze piłkarskie rozgrywa KS Olimpia Huta Stara, występujący w grupie częstochowskiej Klasy okręgowej. W barwach klubu występował napastnik Zdzisław Sławuta, zawodnik Rakowa Częstochowa i ŁKS Łódź. Na terenie ośrodka znajduje się też odkryty basen i korty tenisowe. Miejscowość posiada połączenie autobusowe z Częstochową (linia MPK nr 53). W roku 2010 zostało oddane do użytku boisko sportowe, tzw. "orlik".

## Oświata
Po powstaniu osady w 1821 roku założono w budynku prywatnym szkołę, która działała do powstania styczniowego. W 1871 roku wybudowano pierwszy budynek szkolny. W 1938 roku szkoła przeniosła się do nowego budynku. W ramach programu "Tysiąc Szkół na Tysiąclecie" w 1960 roku oddano do użytku nowy budynek. W latach 2002–2003 przeprowadzono jego gruntowny remont. W 2004 r. szkole nadano imię Kazimierza Wielkiego i sztandar. Do 2019 r. funkcjonowało Gimnazjum, od 2005 r. pod patronatem Jana Pawła II.
W miejscowości znajduje się przedszkole i biblioteka.

## Parafia rzymskokatolicka
Parafianie wyznania rzymskokatolickiego podlegają parafii Najświętszego Ciała i Krwi Chrystusa we Wrzosowej.

## Zobacz też

Galeria
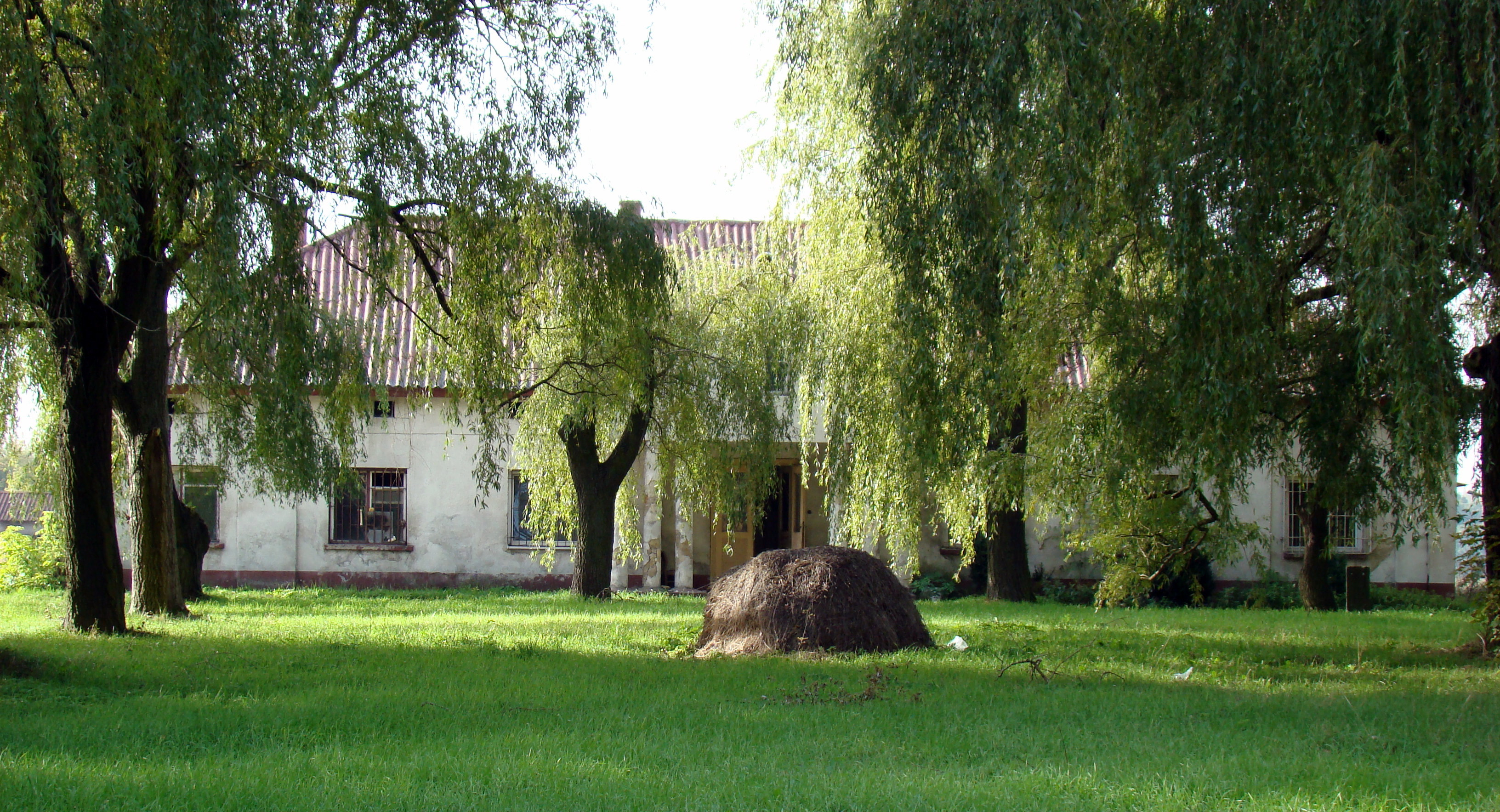
Dwór Augusta Kotlińskiego z 1932 roku